# Yamaji Motoharu
El vizconde  Yamaji Motoharu  (三好 重臣?   10 de septiembre de 1841 - 3 de octubre de 1897) fue un general japonés de los primeros años del moderno Ejército Imperial Japonés.

## Biografía
Yamaji nació en el dominio de Tosa, siendo el hijo mayor de un samurái de alto rango al servicio del clan Yamauchi. A la edad de 13 años, perdió la visión de un ojo, pero a pesar de ello, se le concedió el mando de una compañía durante la Guerra Boshin, en la Batalla de Toba-Fushimi y en las campañas posteriores por el norte de Japón. Durante el curso del conflicto, Yamaji Motoharu fue ascendido a comandante de brigada, y recompensado con un estipendio de 150 koku.
Tras el fin de la guerra, Yamaji fue a Tokio, donde sería nombrado Teniente Coronel (陸軍中佐 Rikugun Chūsa?) del nuevo Ejército Imperial. Durante el debate Seikanron, apoyó a sus compatriotas de Tosa Itagaki Taisuke y Goto Shojiro, e incluso acabó dimitiendo de su puesto y regresando a Tosa para participar en el Movimiento por la libertad y los derechos del pueblo. Sin embargo, sus futuros desencuentros con Itagaki le convencieron de regresar a su carrera militar.
Durante la Rebelión Satsuma, Yamaji estuvo al mando del 4.º Regimiento de Infantería desde marzo a octubre de 177, sirviendo como jefe de Estado Mayor de la 3.ª Brigada de Infantería y posteriormente comandante del 3.er Regimiento de Infantería y del 12.º Regimiento de Infantería. Fue ascendido a Teniente General (陸軍中将 Rikugun Chūjō?) durante su servicio como comandante en jefe de la Guarnición de Kumamoto (熊本鎮台 Kumamoto chindai?).
En los años posteriores serviría como comandante de la Guarnición de Osaka (大坂鎮台 Osaka chindai?), la 2.ª Brigada de Infantería, nuevamente en la Guarnición de Kumamoto (熊本鎮台 Kumamoto chindai?), hasta ser ascendido a General de División (陸軍少将 Rikugun Shōshō?) en diciembre de 1886. En mayo del año siguiente, sería elevado por el Emperador Meiji a barón (男爵 Danshaku?) según el sistema kazoku.
En mayo de 1888, tras la reorganización del Ejército Imperial Japonés en divisiones por consejo del asesor militar prusiano Jacob Meckel, Yamaji se convirtió en el comandante de la nueva 6.ª División, y posteriormente de la 1.ª División. Tras el estallido de la Primera guerra sino-japonesa, Yamaji entraría en combate en Jinzhou y en la Batalla de Lushunkou. En agosto de 1895, su título fue elevado a vizconde (子爵 Shishaku?).
Fallecería en 1897 en Yamaguchi, a los 56 años.